# Cvas

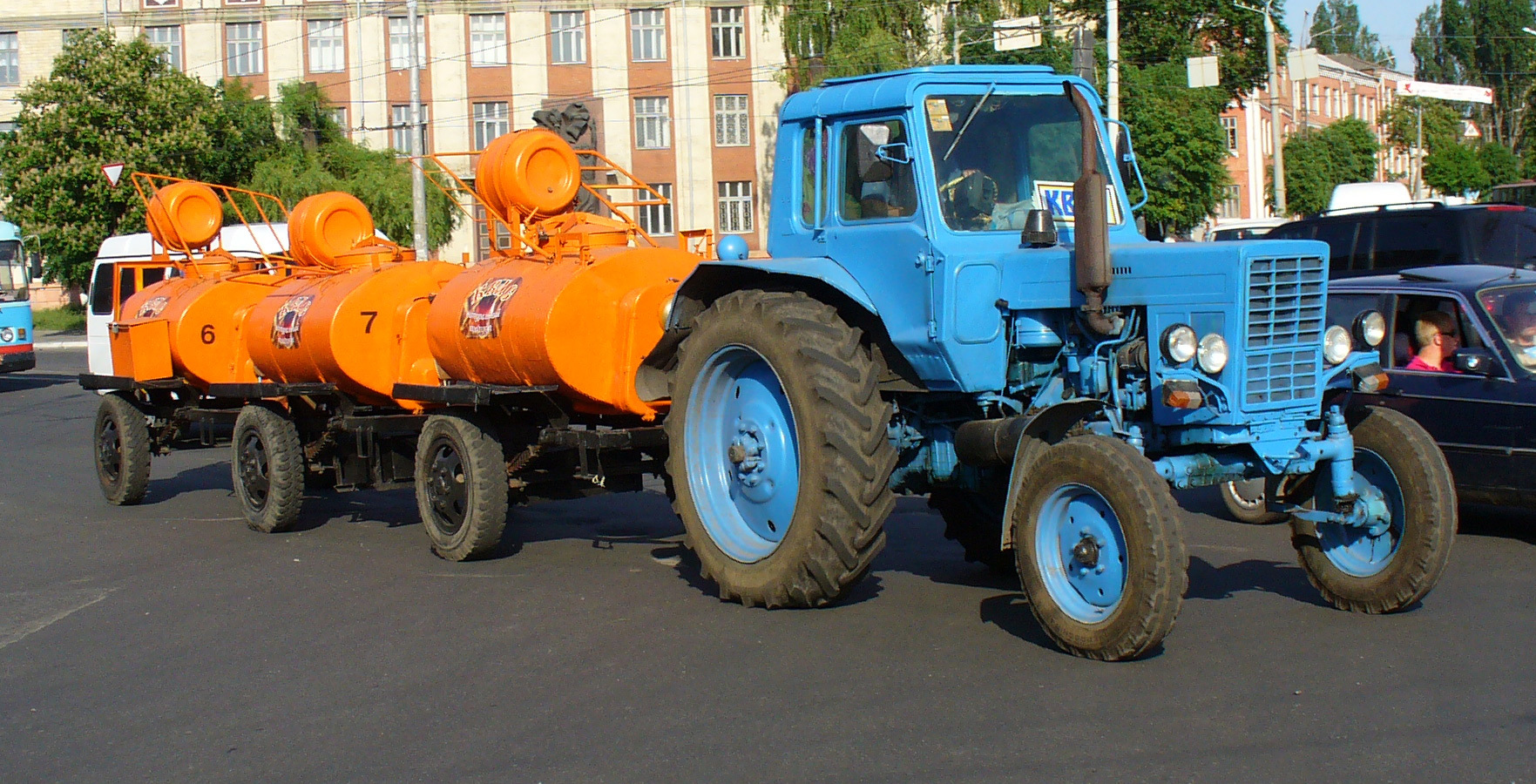
Vânzător de cvas pe stradă, din Ucraina

Cvasul (rusă Квас, în limba rusă sau poloneză are sensul de acid) este o băutură fermentată făcută din secară sau pâine de secară. Deși, după standardele din Rusia conține maximum 1,2% alcool, este clasificat ca o băutură alcoolică. Este popular în Rusia, țările din centrul și estul Europei, dar și în toate statele din fosta URSS, ca de exemplu Uzbekistan. Datorită conținutului slab de alcool (0,05-1,44%), poate fi consumat și de copii. 

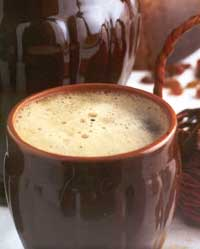
Cvasul

Cvasul este produs prin fermentația naturală a pâinii (negre) făcute din grâu, secară sau orz, și, uneori, este aromatizat cu fructe, fructe de pădure, stafide sau sevă de mesteacăn colectată primăvara devreme.
Până în secolul al XII-lea, cvasul din Rusia era mai puternic și mai gros decât berea modernă. Cvasul era considerat o băutură alcoolică, iar analogul cuvântului "bețiv" în limba rusă din acea vreme era cuvântul "kvasnik" (conceptul de argou "cvas", în sensul de "beție", a supravieţuit până în zilele noastre în Rusia). Începând cu secolul al XII-lea, a început să se facă diferenţa între cvasul ca o băutură acră cu conținut scăzut de alcool și cvasul ca o băutură alcoolică.
Cvasul ca o băutură alcoolică a început să fie numit "creat" (творёным), adică fiert, și nu acrit arbitrar, ca cvasul obișnuit.